# Кайм, Владислав
Владислав Кайм (пол. Władysław Kaim; 30 мая 1939, Краков — 8 января 2023, Краков) — польский боксёр.

## Биография
С детских лет занимался параллельно футболом и боксом, к середине 1950-х гг. сделав выбор в пользу последнего. С 1956 г. выступал за краковское спортивное общество «Висла», тренер Юзеф Романов (1909—1994). В 1957 г. выиграл первенство Краковского округа среди юниоров в легчайшем весе (до 51 кг), в дальнейшем во взрослых соревнованиях выступал в категории до 63,5 кг. Трижды (1960, 1963, 1966) становился бронзовым призёром Чемпионата Польши по боксу, уступая в полуфиналах (матчи за третье место не проводились): в первый раз как представитель краковской «Вислы» (проиграл Казимежу Паздзёру), во второй раз выступая без клубной принадлежности, а в третий раз — защищая цвета спортивного общества «Хутник» из краковского района Нова-Хута, за который выступал в 1964—1972 гг. В составе «Хутника» выиграл также командный чемпионат Польши по боксу 1966—1967 гг.
В 1973—1975 гг. работал тренером по боксу в краковском спортивном обществе «Висла».
Жена — Халина Котына (пол. Halina Kotyna; 1943—2013), чемпионка Польши по гимнастике 1960 года в командном зачёте.